# Al-Hajjaj ibn Yusuf
Al-Hajjaj ibn Yusuf  (الحجاج بن يوسف) (ca.661-714) was de belangrijkste raadsman van de Ommajjaden kaliefen Abd al-Malik en Al-Walid I.

## Levensloop
Hij werd geboren in Taif in de streek Hidjaz, de bakermat van de islam. Hij startte zijn carrière als leraar en had een grote interesse in de leer van Mohammed. Tijdens de Tweede Fitna nam hij positie in tegen zijn streekgenoot en usurpator Abd Allah ibn al-Zoebair en werd lid van de shurta (staatsveiligheid). Snel werd hij opgemerkt en kreeg hij de opdracht om met al-Zoebair te onderhandelen, tevergeefs. Tijdens het Beleg van Mekka (692) werd niet alleen al-Zoebair gedood, maar werd ook de Ka'aba beschadigd. Nadien zal hij de restoratie op zich nemen.
Voor zijn bewezen diensten werd hij in 694 aangesteld tot gouverneur van Irak. Al snel wierp hij zich op als onderkoning van het Oosten. Een van de eerste verwezenlijkingen was de uitschakeling van de dissidente Kharidjieten. Daarna breidde hij het Rijk oostwaarts uit. Toen hij vond dat zijn generaal Abd al-Rahman ibn Muhammad ibn al-Ash'ath niet vlug genoeg opschoot, leidde dit tot een opstand, waarbij de toekomst van het Kalifaat op de helling stond. De Slag bij Dayr al-Jamajim in 701 beëindigde de rebellie. Ibn Yusuf verplaatste zijn hoofdkwartier naar Wasit (Oost-Irak). Rond 710 gaf hij zijn neef Muhammad ibn al-Qasim de opdracht om Noordwest India de veroveren.

## Hervormingen
Onder zijn beleid werden verschillende hervormingen doorgevoerd, die het Arabische Rijk en de islam ten goede zal komen. Hij vaardigde een munthervorming in, door de dirham in te voeren. Hij liet het taks register opstellen in het Arabisch in de plaats van het Perzisch. Hij verbeterde het Arabisch schrift met de rasm en liet de vormgeving van de Koran aanpassen. 
Algemeen was hij gekend als hardvochtig en meedogenloos, zijn bijnaam was "kleine hond" (kulayb). Hij stierf in Wasit in het jaar 714.